# Aprissio
Aprissio (in latino Aprissius; fl. I secolo a.C.) è stato un commediografo romano.
Vissuto probabilmente nel I secolo a.C., fu un autore di atellane: di lui resta solamente un frammento, non attribuibile a nessuna opera, tramandato da Varrone.
(Aprissio, Frammento)